# Alder (cràter)

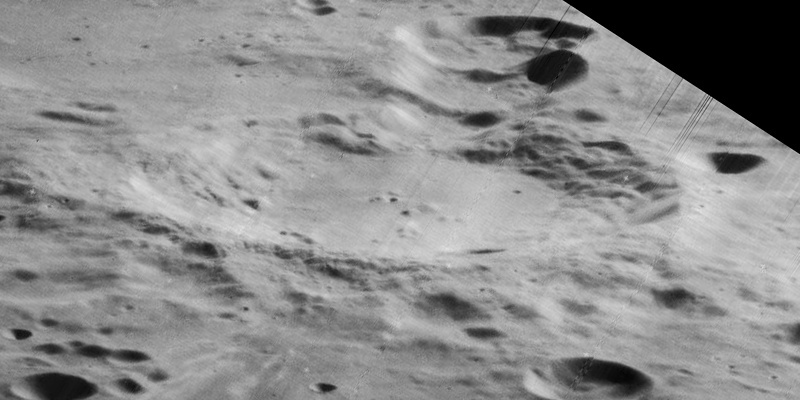
Oblique Lunar Orbiter 5 image

Alder és un cràter lunar que es troba a l'hemisferi sud de la cara oculta de la Lluna. Es troba a la conca Aitken del Pol Sud- i es troba al sud-est del cràter Von Kármán. Al sud-est d'Alder s'hi troba Bose, i al sud-sud-oest s'hi troba Boyle.

## Cràters satèl·lits
Per convenció, aquestes característiques s'identifiquen en els mapes lunars localitzant la lletra en el punt mitjà de la vora del cràter que es troba més proper a Alder.
| Alder | Latitud | Longitud | Diàmetre |
| ----- | ------- | -------- | -------- |
| E     | 47.6° S | 172.3° W | 16 km    |